# Dumitru Demu
Dumitru Demu (ortografiat și Dimitrie Demu sau Dimitrios Demou, n. 7 octombrie 1920, Kumaria, regiunea Macedonia, Grecia – d. 3 noiembrie 1997), a fost un sculptor român, stabilit în Venezuela. A murit de metastază intestinală.
Părinții săi erau aromâni, originari dintr-o localitate de la poalele Olimpului, în Macedonia grecească, care s-au stabilit în România.
Erau trei frați: Nicolae, Dumitru (Tache), Traian.
Liceul l-a urmat la Brașov, la colegiul "Andrei Șaguna" unde l-a avut ca profesor de română pe Emil Cioran.
A fost admis la școala de Arte Frumoase de la București, secția de sculptură, pe care a absolvit-o în 1943.
În 1948 s-a anunțat un concurs de proiecte pentru o statuie monumentală a lui Stalin, concurs la care au prezentat machete în jur de 20 de sculptori. Pentru a fi sigură că monumentul dedicat lui Iosif Vissarionovici Stalin se încadrează în criteriile impuse de acesta, Ana Pauker, în calitate de președintă a juriului, i-a cerut opinia lui Nikolai Tomski, un sculptor rus care executase mai multe statui ale generalisimului, amplasate în diferite orașe din Uniunea Sovietică. Juriul a fost surprins când, în 23 martie 1950, nu macheta favoritului Constantin Baraschi a fost aleasă, ci cea a sculptorului Dimitrie Demu.
După edificarea statuii au început ponoasele pentru autorul ei, care s-a transformat în "oaia neagră" a artei oficiale. Artistul lucra într-o fostă prăvălie de pe strada Sfântul Ion Nou, "total necorespunzătoare pentru creație" și nu a mai primit nicio comandă de la stat, deși fusese decorat cu Ordinul Muncii, clasa I.
Statuia, ridicată în 1951, a fost demolată în 1962. Pentru a scăpa de prezența sculptorului, devenită stânjenitoare, autoritățile l-au pus să facă cerere de emigrare în Grecia. Dumitru Demu nu s-a stabilit în Grecia, ci în Venezuela, unde multe piețe ale orașelor sunt decorate cu creațiile sale monumentale. Înainte de plecarea definitivă din țară, la 3 aprilie 1964 a fost pus să semneze declarația-tip prin care se obliga să nu spună nimic despre ce a putut vedea sau auzi în legătură cu autoritățile din România. Ultimul lucru pe care i l-au cerut "autoritățile" înainte de a-i aproba plecarea au fost decorațiile, și în primul rând, cea ce-i fusese decernată pentru statuia lui Stalin.

## Sculpturi
- Bustul lui Tudor Vladimirescu din Galați, amplasat pe Str. Domnească nr. 160 intersecție cu str. Radu Negru. Bustul din piatră artificială, așezat pe un soclu de beton, este declarat monument istoric, înscris în L.M. I. /2004 la pozitia 253 , cu nr. de cod : GL – III– m – B – 03136.[5]
- Monumentul lui Tudor Vladimirescu din București, amplasat pe Calea Dudești, Nr. 122.[6]

## Scrieri
- Le sourire de Staline (semnat Dimitrios Demou), Editions Universitaires, Paris, 1977.